# エンニョ・カパサ
エンニョ・カパサ (Ennio Capasa、1960年－) は、イタリアのファッション・デザイナー。イタリアのレッチェ県出身。
ミラノを拠点とするハイ・ファッションブランド、CoSTUME NATIONAL（コスチューム・ナショナル）の創始者であり、1986年にブランドを立ち上げて以来、その独特な、シャープでエッジーでセンシュアルなデザインで世界的に知られている。

## 歴史
ミラノのAccademia di Breraで建築を学んだ後、東京に渡り、ファッション・デザイナー、山本耀司の元で2年間働く。
1986年イタリアに帰国、兄のカルロ・カパサと共に、ファッションハウス、CoSTUME NATIONALを立ち上げ、レディース・コレクションを同年のパリ・ファッションウィークで発表した。
エンニョ・カパサはハード・ロックやファンク、1960年代のイタリア映画やボディ・アートに影響を受けている。
ミック・ジャガー、ウィリアム・デフォー、ニコール・キッドマン、キャメロン・ディアス、キアヌ・リーブス、ケイト・ブランシェット等、大勢のセレブリティたちが、彼のデザインを、ツアーやレッド・カーペットで着用している。

## キャリア
1986年、最初のレディース・コレクションをパリのファッション・ウィークで発表。このコレクションで、独創的かつセクシーなフォルムでありながら、普段着としても着こなすことができるスタイルを打ち出すことに成功し、「エッジーシック」という表現で多くの高い評価を得る。
1993年にはミラノで初のメンズ・コレクションを発表、フォーマルとカジュアルの境界線をなくすと同時に、スーパースリムなシルエットを考案。同年以降、メンズ・コレクションの発表は毎年ミラノで行われている。
1995年、初の旗艦店をミラノにオープンし、以降、ローマ、ロサンゼルス、東京、ニューヨーク、香港とワールドワイドにショップをオープンさせていった。
レディース、メンズの既製服ライン、ランジェリー、香水、コスメティックなどのプロデュースに加え、2004年には若者向けのファッションライン、C’N’Cもスタートさせた。
また、環境問題に関する各プロジェクトに積極的に関わっているエンニョ・カパサは、CoSTUME NATIONALのプロダクトにも、エコ・フレンドリーな素材を用いることがあり、その一つとして、ソーラーパネルを埋め込んだ、どんな種類の携帯の充電も可能な“ソーラー・バッグ”を発表している。2009年にはそのバッグを“ベスト・エコ・フレンドリー・プロダクト”と評価され、”Chi e chi Award”を受賞している。

## その他のファッション・プロジェクト
1998年、舞台“Frida’s mirror”の衣装を手がける。1999年には、ミラノ・コンテンポラリーアート・パビリオンでの“Live Red: Blood, transformation and transfiguration in contemporary art”における、舞台のセットやステージングなども監修した。2002年には再び、舞台“Le regole dell’attrazione” (The rules of attraction)の衣装もデザインしている。
2005年、元々モーターバイク好きであったエンニョ・カパサは、ドゥカティとコラボレーションし、限定版のアクセサリーを発表。翌年にはC’N’Cとドゥカティのコラボレーションとして、限定マシーンの「ブラック・ドゴ(Black Dogo)」を発表した。
2010年、自動車メーカーであるアルファロメオのTZ３ストラダーレ（２号車）のインテリアをザガートと共同で創り上げている。
2011年、東京・南青山にアート、建築、デザイン等、さまざまな分野を横断的に移動しながら、より先鋭的なコンテンツを提供してく為のスペースをオープン。建物の名称は、CoSTUME NATIONAL Aoyama Complex（通称＝CNAC）。

## 21周年記念プロジェクト
2007年、CoSTUME NATIONAL創立21周年記念として、様々なプロジェクトを発表。
ウォッカ・メーカーのアブソルートの限定ボトルをデザインしたり、自動車メーカーのアルファロメオ とコラボレーションし、限定生産の147　C’N’C CoSTUME NATIONALも発表している。
また21周年記念として、香水「21 CoSTME NATIONAL」を発表したり、ブランドとエンニョ・カパサの21年間の軌跡をまとめたフォトブック、21CoSTUME NATIONALも制作した。このフォトブックには、テリー・リチャードソン、ピーター・リンドバーグなどの著名なフォトグラファーが参加し、ウィリアム・デフォー、レニー・クラヴィッツ、マドンナ、キャメロン・ディアスなど、カパサと親交があり、同ブランドを愛用しているセレブリティたちを撮りおろしている。